# Luis José de la Peña
Luis José de la Peña (Buenos Aires, 26 de octubre de 1796 - Buenos Aires, 3 de febrero de 1871) fue un docente y político argentino, que ejerció como ministro de Relaciones Exteriores de la Confederación Argentina bajo el gobierno de Justo José de Urquiza (del 1 de marzo de 1859 a 2 de abril de 1859; y finalmente del 7 de noviembre de 1859 a 5 de marzo de 1860). Anteriormente ejerció las mismas funciones bajo la Gobernación de Vicente López y Planes (del 6 de abril de 1852 al 7 de abril de 1852), reasumiendo funciones bajo la gobernación de Valentín Alsina (22 de junio de 1852 a 3 de febrero de 1853; y del 26 de febrero de 1853 a 29 de agosto de 1853).

## Biografía
Hijo del español José de la Peña Fernández y de Silveria Rivademar, estudió en el Colegio de San Carlos en su ciudad natal y se doctoró en filosofía y teología en Córdoba. De regreso a Buenos Aires, fue profesor en el Colegio de la Unión, y cuando éste se reorganizó tras la caída del Directorio y pasó a llamarse Colegio de Ciencias Morales, fue prefecto de estudios y vicerrector.
Apoyó la revolución de Juan Lavalle en 1829, y al año siguiente emigró a Mercedes, en el Uruguay En donde abre un colegio en 1832. El presidente Manuel Oribe lo expulsó en 1837, pero regresó tras la victoria de Fructuoso Rivera. Se estableció en Montevideo, donde por mucho tiempo fue el responsable de organizar la enseñanza secundaria en la capital uruguaya. Fue el principal apoyo del ministro Manuel Herrera y Obes, concentrándose en el esfuerzo de muchos años por establecer la Universidad uruguaya. Propuso crear escuelas de moral. Y doctrina cristiana,  bajo la dirección de curas. Aunque el 16 de octubre de 1834 el ministro Obes ordena su puesta en práctica, la medida fue dejada de lado al poco tiempo.
Regresó a Buenos Aires poco después de la batalla de Caseros, y fue ministro de relaciones exteriores del general Urquiza y, poco después, del gobernador Vicente López y Planes.
Cuando estalló la revolución del 11 de septiembre de 1852, se marchó a Paraná. Fue enviado a Montevideo y Río de Janeiro ese mismo año de 1852, para convencer a sus gobiernos de que el único gobierno legal era el de Urquiza, no el de Buenos Aires. Tuvo éxito, pero – en la práctica – ambos gobiernos eran reconocidos como válidos por los estados extranjeros.
De regreso, ocupó cargos importantes en el gobierno de Urquiza, hasta que en octubre de 1858 fue nombrado ministro de relaciones exteriores de la Confederación. Su principal misión fue conseguir apoyo contra el gobierno porteño, y también la mediación de alguna potencia que quisiera ayudar a conseguir la reincorporación pacífica de Buenos Aires al país. Logró la mediación del presidente paraguayo López, pero solo tuvo utilidad después de la victoria de Cepeda y de la renuncia de Alsina a la gobernación porteña. Fue el principal firmante del Pacto de San José de Flores, que convirtió la derrota porteña en un empate.
Firmó en nombre del presidente Urquiza el tratado de paz acordado por Juan Bautista Alberdi con España, en que esta finalmente admitía la independencia de la Argentina, pero con la condición de que los hijos de españoles nacidos en el país serían considerados ciudadanos españoles. Más tarde, el presidente Mitre desconocería ese tratado, reemplazándolo por otro que no incluía esa cláusula.
Al subir al poder el presidente Santiago Derqui, se instaló nuevamente en Buenos Aires. Intentó mediar nuevamente entre Buenos Aires y la Confederación al estallar nuevamente la guerra en 1861, pero su gestión no fue eficaz. Después de la batalla de Pavón se dedicó a asesorar a las autoridades porteñas y nacionales, y en 1865 ocupó simultáneamente el cargo de director de escuelas de la provincia de Buenos Aires, y el de miembro del Consejo Nacional de Instrucción Pública.
Falleció el 4 de febrero de 1871, una de las primeras víctimas de la epidemia de fiebre amarilla en Buenos Aires.